# Ciomas (Sukahaji)
Ciomas is een bestuurslaag in het regentschap Majalengka van de provincie West-Java, Indonesië. Ciomas telt 1933 inwoners (volkstelling 2010).